# Syntormon longipes
Syntormon longipes är en tvåvingeart som beskrevs av Octave Parent 1938. Syntormon longipes ingår i släktet Syntormon och familjen styltflugor.
Artens utbredningsområde är Kongo. Inga underarter finns listade i Catalogue of Life.